# 蒙特莱昂内-迪费尔莫
蒙特莱昂内-迪费尔莫（義大利語：Monteleone di Fermo），是意大利费尔莫省的一个市镇。总面积8.14平方公里，人口436人，人口密度53.6人/平方公里（2009年）。ISTAT代码为044042。